# Elezioni comunali in Piemonte del 2017
Le elezioni comunali in Piemonte del 2017 si sono tenute l'11 giugno (con ballottaggio il 25 giugno). 

## Riepilogo Sindaci Eletti
| Provincia            | Comune      | Sindaco uscente | Sindaco uscente        | Sindaco eletto | Sindaco eletto          | Primo turno | Primo turno           | Secondo turno | Secondo turno | Seggi   |       |       |         |
| -------------------- | ----------- | --------------- | ---------------------- | -------------- | ----------------------- | ----------- | --------------------- | ------------- | ------------- | ------- | ----- | ----- | ------- |
| Provincia            | Comune      | Torino          | Chivasso               |                | Libero Ciuffreda (PD)   |             | Claudio Castello (PD) | 4.252         | 35,58         | Seggi   | 4.914 | 52,08 | 10 / 16 |
| Grugliasco           |             | Torino          | Roberto Montà (PD)     |                | Roberto Montà (PD)      | 8.311       | 50,59                 | _             | _             | 15 / 24 |       |       |         |
| Rivalta di Torino    |             | Torino          | Mauro Marinari (Ind.)  |                | Nicola De Ruggiero (PD) | 3.449       | 39,77                 | 3.691         | 50,34         | 10 / 16 |       |       |         |
| Cuneo                | Cuneo       |                 | Federico Borgna (Ind.) |                | Federico Borgna (Ind.)  | 15.400      | 59,66                 | _             | _             | 21 / 32 |       |       |         |
| Cuneo                | Mondovì     |                 | Stefano Viglione (FI)  |                | Paolo Adriano (Ind.)    | 4.614       | 42,26                 | 5.241         | 68,19         | 10 / 16 |       |       |         |
| Cuneo                | Savigliano  |                 | Claudio Cussa (PD)     |                | Giulio Ambroggio (Ind.) | 3.310       | 31,69                 | 4.874         | 57,84         | 10 / 16 |       |       |         |
| Alessandria          | Alessandria |                 | Maria Rita Rossa (PD)  |                | Gianfranco Cuttica (LN) | 12.144      | 30,26                 | 18.762        | 55,68         | 20 / 32 |       |       |         |
| Alessandria          | Acqui Terme |                 | Enrico Bertero (FI)    |                | Lorenzo Lucchini (M5S)  | 2.770       | 27,64                 | 4.209         | 50,03         | 10 / 16 |       |       |         |
| Novara               | Borgomanero |                 | Anna Tinivella (FI)    |                | Sergio Bossi (LN)       | 5.279       | 54,15                 | _             | _             | 10 / 16 |       |       |         |
| Asti                 | Asti        |                 | Fabrizio Brignolo (PD) |                | Maurizio Rasero (FI)    | 15.868      | 47,63                 | 13.218        | 54,90         | 20 / 32 |       |       |         |
| Verbano-Cusio-Ossola | Omegna      |                 | Maria Mellano (PD)     |                | Paolo Marchioni (LN)    | 2.665       | 38,57                 | 3.368         | 55,99         | 10 / 16 |       |       |         |

## Alessandria

### Acqui Terme
| Candidati                     | Candidati                   | II turno             | II turno         | I turno | I turno | Liste               | Voti  | %     | Seggi |
| Candidati                     | Candidati                   | Voti                 | %                | Voti    | %       | Liste               | Voti  | %     | Seggi |
| ----------------------------- | --------------------------- | -------------------- | ---------------- | ------- | ------- | ------------------- | ----- | ----- | ----- |
|                               | Lorenzo Lucchini ✔️ Sindaco | 4 209                | 50,03            | 2 770   | 27,64   | Movimento 5 Stelle  | 2 590 | 27,23 | 10    |
|                               | Enrico Bertero              | 4 204                | 49,97            | 4 570   | 45,61   | Per Bertero Sindaco | 1 719 | 18,08 | 1     |
| Forza Italia                  | Enrico Bertero              | 4 204                | 49,97            | 4 570   | 45,61   | 1 189               | 12,50 | 1     |       |
| Lega Nord                     | Enrico Bertero              | 4 204                | 49,97            | 4 570   | 45,61   | 953                 | 10,02 | 1     |       |
| Per la Sanità e l'Ambiente    | Enrico Bertero              | 4 204                | 49,97            | 4 570   | 45,61   | 579                 | 6,09  | –     |       |
| Seggio di coalizione          | Seggio di coalizione        | Seggio di coalizione | 49,97            | 4 570   | 45,61   | 1                   |       |       |       |
|                               | Carlo De Lorenzi            | Carlo De Lorenzi     | Carlo De Lorenzi | 2 680   | 26,75   | Partito Democratico | 1 316 | 13,84 | 1     |
| De Lorenzi Sindaco            | Carlo De Lorenzi            | Carlo De Lorenzi     | Carlo De Lorenzi | 2 680   | 26,75   | 783                 | 8,23  | –     |       |
| La Sinistra                   | Carlo De Lorenzi            | Carlo De Lorenzi     | Carlo De Lorenzi | 2 680   | 26,75   | 381                 | 4,01  | –     |       |
| Seggio di coalizione          | Seggio di coalizione        | Seggio di coalizione | Carlo De Lorenzi | 2 680   | 26,75   | 1                   |       |       |       |
| Totale                        | Totale                      | 8 413                | 100              | 10 020  | 100     |                     | 9 510 | 100   | 16    |
|                               |                             |                      |                  |         |         |                     |       |       |       |
| Fonte: Ministero dell'interno |                             |                      |                  |         |         |                     |       |       |       |

### Alessandria
| Candidati                          | Candidati                     | II turno             | II turno           | I turno | I turno | Liste                                | Voti   | %     | Seggi |
| Candidati                          | Candidati                     | Voti                 | %                  | Voti    | %       | Liste                                | Voti   | %     | Seggi |
| ---------------------------------- | ----------------------------- | -------------------- | ------------------ | ------- | ------- | ------------------------------------ | ------ | ----- | ----- |
|                                    | Gianfranco Cuttica ✔️ Sindaco | 18 762               | 55,68              | 12 144  | 30,26   | Lega Nord                            | 5 280  | 13,82 | 9     |
| Forza Italia                       | Gianfranco Cuttica ✔️ Sindaco | 18 762               | 55,68              | 12 144  | 30,26   | 3 996                                | 10,46  | 7     |       |
| SiAmo Alessandria                  | Gianfranco Cuttica ✔️ Sindaco | 18 762               | 55,68              | 12 144  | 30,26   | 1 956                                | 5,12   | 3     |       |
| Fratelli d'Italia                  | Gianfranco Cuttica ✔️ Sindaco | 18 762               | 55,68              | 12 144  | 30,26   | 578                                  | 1,51   | 1     |       |
|                                    | Maria Rita Rossa              | 14 937               | 44,32              | 12 821  | 31,94   | Partito Democratico                  | 8 077  | 21,15 | 5     |
| Lista Rossa                        | Maria Rita Rossa              | 14 937               | 44,32              | 12 821  | 31,94   | 2 054                                | 5,38   | 1     |       |
| Moderati                           | Maria Rita Rossa              | 14 937               | 44,32              | 12 821  | 31,94   | 1 458                                | 3,82   | 1     |       |
| Sinistra per Alessandria (A1 - SI) | Maria Rita Rossa              | 14 937               | 44,32              | 12 821  | 31,94   | 873                                  | 2,29   | –     |       |
| Seggio di coalizione               | Seggio di coalizione          | Seggio di coalizione | 44,32              | 12 821  | 31,94   | 1                                    |        |       |       |
|                                    | Michelangelo Serra            | Michelangelo Serra   | Michelangelo Serra | 4 943   | 12,32   | Movimento 5 Stelle                   | 4 649  | 12,17 | 1     |
| Seggio di coalizione               | Seggio di coalizione          | Seggio di coalizione | Michelangelo Serra | 4 943   | 12,32   | 1                                    |        |       |       |
|                                    | Oria Trifoglio                | Oria Trifoglio       | Oria Trifoglio     | 4 653   | 11,59   | Quarto Polo (A)                      | 2 364  | 6,19  | –     |
| Patto per Alessandria (B)          | Oria Trifoglio                | Oria Trifoglio       | Oria Trifoglio     | 4 653   | 11,59   | 976                                  | 2,56   | –     |       |
| Partecipazione Democratica (C)     | Oria Trifoglio                | Oria Trifoglio       | Oria Trifoglio     | 4 653   | 11,59   | 869                                  | 2,27   | –     |       |
| Seggio di coalizione               | Seggio di coalizione          | Seggio di coalizione | Oria Trifoglio     | 4 653   | 11,59   | 1                                    |        |       |       |
|                                    | Emanuele Locci                | Emanuele Locci       | Emanuele Locci     | 3 296   | 8,21    | Locci Sindaco                        | 2 277  | 5,96  | –     |
| Direzione Italia                   | Emanuele Locci                | Emanuele Locci       | Emanuele Locci     | 3 296   | 8,21    | 467                                  | 1,22   | –     |       |
| Il Popolo della Famiglia           | Emanuele Locci                | Emanuele Locci       | Emanuele Locci     | 3 296   | 8,21    | 283                                  | 0,74   | –     |       |
| Seggio di coalizione               | Seggio di coalizione          | Seggio di coalizione | Emanuele Locci     | 3 296   | 8,21    | 1                                    |        |       |       |
|                                    | Gianni Ivaldi                 | Gianni Ivaldi        | Gianni Ivaldi      | 1 591   | 3,96    | Laboratorio di Energie per il Domani | 702    | 1,84  | –     |
| Riaccendiamo Alessandria           | Gianni Ivaldi                 | Gianni Ivaldi        | Gianni Ivaldi      | 1 591   | 3,96    | 695                                  | 1,82   | –     |       |
|                                    | Cesare Miraglia               | Cesare Miraglia      | Cesare Miraglia    | 490     | 1,22    | Miraglia Sindaco                     | 258    | 0,68  | –     |
| Giovani Civici                     | Cesare Miraglia               | Cesare Miraglia      | Cesare Miraglia    | 490     | 1,22    | 101                                  | 0,26   | –     |       |
| Federazione dei Verdi              | Cesare Miraglia               | Cesare Miraglia      | Cesare Miraglia    | 490     | 1,22    | 97                                   | 0,25   | –     |       |
|                                    | Domenico Campana              | Domenico Campana     | Domenico Campana   | 200     | 0,50    | Ripresa d'Italia                     | 188    | 0,49  | –     |
| Totale                             | Totale                        | 33 699               | 100                | 40 138  | 100     |                                      | 38 198 | 100   | 32    |
|                                    |                               |                      |                    |         |         |                                      |        |       |       |
| Fonte: Ministero dell'interno      |                               |                      |                    |         |         |                                      |        |       |       |

## Asti

### Asti
| Candidati                     | Candidati                  | II turno             | II turno           | I turno | I turno | Liste                                 | Voti   | %     | Seggi |
| Candidati                     | Candidati                  | Voti                 | %                  | Voti    | %       | Liste                                 | Voti   | %     | Seggi |
| ----------------------------- | -------------------------- | -------------------- | ------------------ | ------- | ------- | ------------------------------------- | ------ | ----- | ----- |
|                               | Maurizio Rasero ✔️ Sindaco | 13 218               | 54,90              | 15 868  | 47,63   | Maurizio Rasero Sindaco               | 3 925  | 12,49 | 6     |
| Movimento Civico Galvagno     | Maurizio Rasero ✔️ Sindaco | 13 218               | 54,90              | 15 868  | 47,63   | 2 712                                 | 8,63   | 4     |       |
| Fratelli d'Italia             | Maurizio Rasero ✔️ Sindaco | 13 218               | 54,90              | 15 868  | 47,63   | 2 101                                 | 6,68   | 3     |       |
| Forza Italia                  | Maurizio Rasero ✔️ Sindaco | 13 218               | 54,90              | 15 868  | 47,63   | 1 853                                 | 5,89   | 2     |       |
| Lega Nord                     | Maurizio Rasero ✔️ Sindaco | 13 218               | 54,90              | 15 868  | 47,63   | 1 803                                 | 5,74   | 2     |       |
| I Giovani Astigiani           | Maurizio Rasero ✔️ Sindaco | 13 218               | 54,90              | 15 868  | 47,63   | 1 272                                 | 4,05   | 2     |       |
| Noi per Asti                  | Maurizio Rasero ✔️ Sindaco | 13 218               | 54,90              | 15 868  | 47,63   | 1 065                                 | 3,39   | 1     |       |
| Asti è Territorio             | Maurizio Rasero ✔️ Sindaco | 13 218               | 54,90              | 15 868  | 47,63   | 329                                   | 1,05   | –     |       |
| Zavattaro per Rasero          | Maurizio Rasero ✔️ Sindaco | 13 218               | 54,90              | 15 868  | 47,63   | 291                                   | 0,93   | –     |       |
| Rivoluzione Cristiana         | Maurizio Rasero ✔️ Sindaco | 13 218               | 54,90              | 15 868  | 47,63   | 149                                   | 0,47   | –     |       |
|                               | Massimo Cerruti            | 10 859               | 45,10              | 5 099   | 15,30   | Movimento 5 Stelle                    | 4 600  | 14,63 | 3     |
| Seggio di coalizione          | Seggio di coalizione       | Seggio di coalizione | 45,10              | 5 099   | 15,30   | 1                                     |        |       |       |
|                               | Angela Motta               | Angela Motta         | Angela Motta       | 5 093   | 15,29   | Partito Democratico                   | 3 014  | 9,59  | 2     |
| Asti Viva e Solidale          | Angela Motta               | Angela Motta         | Angela Motta       | 5 093   | 15,29   | 1 051                                 | 3,34   | 1     |       |
| Territorio è Cultura          | Angela Motta               | Angela Motta         | Angela Motta       | 5 093   | 15,29   | 574                                   | 1,83   | –     |       |
| Seggio di coalizione          | Seggio di coalizione       | Seggio di coalizione | Angela Motta       | 5 093   | 15,29   | 1                                     |        |       |       |
|                               | Giuseppe Passarino         | Giuseppe Passarino   | Giuseppe Passarino | 2 248   | 6,75    | Un Sindaco per Amico                  | 1 193  | 3,80  | 1     |
| #Unitisipuò (Pos - PRC)       | Giuseppe Passarino         | Giuseppe Passarino   | Giuseppe Passarino | 2 248   | 6,75    | 954                                   | 3,03   | –     |       |
| Seggio di coalizione          | Seggio di coalizione       | Seggio di coalizione | Giuseppe Passarino | 2 248   | 6,75    | 1                                     |        |       |       |
|                               | Giuseppe Rovera            | Giuseppe Rovera      | Giuseppe Rovera    | 1 967   | 5,90    | Ambiente Asti                         | 1 748  | 5,56  | –     |
| Seggio di coalizione          | Seggio di coalizione       | Seggio di coalizione | Giuseppe Rovera    | 1 967   | 5,90    | 1                                     |        |       |       |
|                               | Angela Quaglia             | Angela Quaglia       | Angela Quaglia     | 1 753   | 5,26    | Cambiamo Asti                         | 1 579  | 5,02  | –     |
| Seggio di coalizione          | Seggio di coalizione       | Seggio di coalizione | Angela Quaglia     | 1 753   | 5,26    | 1                                     |        |       |       |
|                               | Rita Balistreri            | Rita Balistreri      | Rita Balistreri    | 755     | 2,27    | Asti al Centro (SC - CxE - AP)        | 731    | 2,33  | –     |
|                               | Biagio Riccio              | Biagio Riccio        | Biagio Riccio      | 533     | 1,60    | Biagio Riccio Sindaco degli Astigiani | 491    | 1,56  | –     |
| Totale                        | Totale                     | 24 077               | 100                | 33 316  | 100     |                                       | 31 435 | 100   | 32    |
|                               |                            |                      |                    |         |         |                                       |        |       |       |
| Fonte: Ministero dell'interno |                            |                      |                    |         |         |                                       |        |       |       |

## Cuneo

### Cuneo
|                               | Federico Borgna ✔️ Sindaco | 15 400               | 59,66 | Partito Democratico     | 4 676  | 19,59 | 7  |  |  |
| Centro per Cuneo              | Federico Borgna ✔️ Sindaco | 15 400               | 59,66 | 4 660                   | 19,53  | 7     |    |  |  |
| Cuneo Solidale e Democratica  | Federico Borgna ✔️ Sindaco | 15 400               | 59,66 | 2 211                   | 9,26   | 3     |    |  |  |
| Crescere Insieme              | Federico Borgna ✔️ Sindaco | 15 400               | 59,66 | 1 932                   | 8,10   | 3     |    |  |  |
| Moderati                      | Federico Borgna ✔️ Sindaco | 15 400               | 59,66 | 1 089                   | 4,56   | 1     |    |  |  |
|                               | Giuseppe Menardi           | 3 621                | 14,03 | Lega Nord               | 1 515  | 6,35  | 2  |  |  |
| Forza Italia                  | Giuseppe Menardi           | 3 621                | 14,03 | 757                     | 3,17   | 1     |    |  |  |
| Grande Cuneo                  | Giuseppe Menardi           | 3 621                | 14,03 | 691                     | 2,90   | –     |    |  |  |
| Fratelli d'Italia             | Giuseppe Menardi           | 3 621                | 14,03 | 248                     | 1,04   | –     |    |  |  |
| Seggio di coalizione          | Seggio di coalizione       | Seggio di coalizione | 14,03 | 1                       |        |       |    |  |  |
|                               | Nello Fierro               | 2 501                | 9,69  | Cuneo per i Beni Comuni | 2 298  | 9,63  | 2  |  |  |
| Seggio di coalizione          | Seggio di coalizione       | Seggio di coalizione | 9,69  | 1                       |        |       |    |  |  |
|                               | Giuseppe Lauria            | 1 534                | 5,94  | Cuneo per Cuneo         | 719    | 3,01  | –  |  |  |
| Progetto Cuneo                | Giuseppe Lauria            | 1 534                | 5,94  | 279                     | 1,17   | –     |    |  |  |
| Cittadini con Lauria Sindaco  | Giuseppe Lauria            | 1 534                | 5,94  | 276                     | 1,16   | –     |    |  |  |
| Seggio di coalizione          | Seggio di coalizione       | Seggio di coalizione | 5,94  | 1                       |        |       |    |  |  |
|                               | Manuele Isoardi            | 1 443                | 5,59  | Movimento 5 Stelle      | 1 340  | 5,61  | 1  |  |  |
| Seggio di coalizione          | Seggio di coalizione       | Seggio di coalizione | 5,59  | 1                       |        |       |    |  |  |
|                               | Maria Luisa Martello       | 1 035                | 4,01  | Cuneo Città d'Europa    | 420    | 1,76  | –  |  |  |
| Cittadini per Cuneo           | Maria Luisa Martello       | 1 035                | 4,01  | 304                     | 1,27   | –     |    |  |  |
| Giovani Cuneesi d'Europa      | Maria Luisa Martello       | 1 035                | 4,01  | 175                     | 0,73   | –     |    |  |  |
| Seggio di coalizione          | Seggio di coalizione       | Seggio di coalizione | 4,01  | 1                       |        |       |    |  |  |
|                               | Fabio Corbeddu             | 281                  | 1,09  | CasaPound               | 275    | 1,15  | –  |  |  |
| Totale                        | Totale                     | 25 815               | 100   |                         | 23 865 | 100   | 32 |  |  |
|                               |                            |                      |       |                         |        |       |    |  |  |
| Fonte: Ministero dell'interno |                            |                      |       |                         |        |       |    |  |  |

### Mondovì
| Candidati                     | Candidati                | II turno             | II turno         | I turno | I turno | Liste               | Voti   | %     | Seggi |
| Candidati                     | Candidati                | Voti                 | %                | Voti    | %       | Liste               | Voti   | %     | Seggi |
| ----------------------------- | ------------------------ | -------------------- | ---------------- | ------- | ------- | ------------------- | ------ | ----- | ----- |
|                               | Paolo Adriano ✔️ Sindaco | 5 241                | 68,19            | 4 614   | 42,26   | MondoNuova          | 905    | 9,01  | 2     |
| A Lista Adriano               | Paolo Adriano ✔️ Sindaco | 5 241                | 68,19            | 4 614   | 42,26   | 704                 | 7,01   | 2     |       |
| Mondovì Oltre                 | Paolo Adriano ✔️ Sindaco | 5 241                | 68,19            | 4 614   | 42,26   | 671                 | 6,68   | 2     |       |
| Mondovì in Movimento          | Paolo Adriano ✔️ Sindaco | 5 241                | 68,19            | 4 614   | 42,26   | 594                 | 5,92   | 1     |       |
| Ideali in Comune              | Paolo Adriano ✔️ Sindaco | 5 241                | 68,19            | 4 614   | 42,26   | 527                 | 5,25   | 1     |       |
| Mondovì Unita                 | Paolo Adriano ✔️ Sindaco | 5 241                | 68,19            | 4 614   | 42,26   | 472                 | 4,70   | 1     |       |
| CiviCittà                     | Paolo Adriano ✔️ Sindaco | 5 241                | 68,19            | 4 614   | 42,26   | 393                 | 3,91   | 1     |       |
| Disegno Civico                | Paolo Adriano ✔️ Sindaco | 5 241                | 68,19            | 4 614   | 42,26   | 156                 | 1,55   | –     |       |
|                               | Donatella Garello        | 2 445                | 31,81            | 2 810   | 25,74   | Lega Nord           | 770    | 7,67  | 1     |
| Lista Garello                 | Donatella Garello        | 2 445                | 31,81            | 2 810   | 25,74   | 736                 | 7,33   | 1     |       |
| Mondovì Attiva                | Donatella Garello        | 2 445                | 31,81            | 2 810   | 25,74   | 440                 | 4,38   | 1     |       |
| Forza Italia                  | Donatella Garello        | 2 445                | 31,81            | 2 810   | 25,74   | 402                 | 4,00   | –     |       |
| Fiducia in Comune             | Donatella Garello        | 2 445                | 31,81            | 2 810   | 25,74   | 393                 | 3,91   | –     |       |
| Seggio di coalizione          | Seggio di coalizione     | Seggio di coalizione | 31,81            | 2 810   | 25,74   | 1                   |        |       |       |
|                               | Stefano Tarolli          | Stefano Tarolli      | Stefano Tarolli  | 2 383   | 21,83   | Partito Democratico | 1 106  | 11,01 | 1     |
| Civica per Tarolli            | Stefano Tarolli          | Stefano Tarolli      | Stefano Tarolli  | 2 383   | 21,83   | 485                 | 4,83   | –     |       |
| Innoviamo Insieme             | Stefano Tarolli          | Stefano Tarolli      | Stefano Tarolli  | 2 383   | 21,83   | 386                 | 3,84   | –     |       |
| Seggio di coalizione          | Seggio di coalizione     | Seggio di coalizione | Stefano Tarolli  | 2 383   | 21,83   | 1                   |        |       |       |
|                               | Giuliano Bessone         | Giuliano Bessone     | Giuliano Bessone | 749     | 6,86    | Movimento 5 Stelle  | 608    | 6,06  | –     |
|                               | Daniela Oggerino         | Daniela Oggerino     | Daniela Oggerino | 361     | 3,31    | Mondovì Casa Comune | 293    | 2,92  | –     |
| Totale                        | Totale                   | 7 686                | 100              | 10 917  | 100     |                     | 10 041 | 100   | 16    |
|                               |                          |                      |                  |         |         |                     |        |       |       |
| Fonte: Ministero dell'interno |                          |                      |                  |         |         |                     |        |       |       |

### Savigliano
| Candidati                     | Candidati                   | II turno             | II turno            | I turno | I turno | Liste                    | Voti  | %     | Seggi |
| Candidati                     | Candidati                   | Voti                 | %                   | Voti    | %       | Liste                    | Voti  | %     | Seggi |
| ----------------------------- | --------------------------- | -------------------- | ------------------- | ------- | ------- | ------------------------ | ----- | ----- | ----- |
|                               | Giulio Ambroggio ✔️ Sindaco | 4 874                | 57,84               | 3 310   | 31,69   | La Nostra Savigliano     | 1 608 | 17,72 | 5     |
| Partito Democratico           | Giulio Ambroggio ✔️ Sindaco | 4 874                | 57,84               | 3 310   | 31,69   | 1 490                    | 16,42 | 5     |       |
|                               | Tommaso Gioffreda           | 3 552                | 42,16               | 2 947   | 28,21   | Savigliano 2.0           | 1 286 | 14,17 | 1     |
| Lega Nord                     | Tommaso Gioffreda           | 3 552                | 42,16               | 2 947   | 28,21   | 787                      | 8,67  | 1     |       |
| Forza Italia                  | Tommaso Gioffreda           | 3 552                | 42,16               | 2 947   | 28,21   | 648                      | 7,14  | –     |       |
| Seggio di coalizione          | Seggio di coalizione        | Seggio di coalizione | 42,16               | 2 947   | 28,21   | 1                        |       |       |       |
|                               | Antonello Portera           | Antonello Portera    | Antonello Portera   | 2 579   | 24,69   | Movimento 5 Stelle       | 1 876 | 20,67 | 1     |
| Seggio di coalizione          | Seggio di coalizione        | Seggio di coalizione | Antonello Portera   | 2 579   | 24,69   | 1                        |       |       |       |
|                               | Piergiorgio Rubiolo         | Piergiorgio Rubiolo  | Piergiorgio Rubiolo | 1 394   | 13,34   | Progetto per Savigliano  | 871   | 9,60  | –     |
| Savigliano al Centro!         | Piergiorgio Rubiolo         | Piergiorgio Rubiolo  | Piergiorgio Rubiolo | 1 394   | 13,34   | 311                      | 3,43  | –     |       |
| Seggio di coalizione          | Seggio di coalizione        | Seggio di coalizione | Piergiorgio Rubiolo | 1 394   | 13,34   | 1                        |       |       |       |
|                               | Maurizio Schininà           | Maurizio Schininà    | Maurizio Schininà   | 216     | 2,07    | Il Popolo della Famiglia | 199   | 2,19  | –     |
| Totale                        | Totale                      | 8 426                | 100                 | 10 446  | 100     |                          | 9 076 | 100   | 16    |
|                               |                             |                      |                     |         |         |                          |       |       |       |
| Fonte: Ministero dell'interno |                             |                      |                     |         |         |                          |       |       |       |

## Novara

### Borgomanero
|                                        | Sergio Bossi ✔️ Sindaco | 5 279                | 54,15 | Il Borgo                 | 1 486 | 15,73 | 3  |  |  |
| Lega Nord                              | Sergio Bossi ✔️ Sindaco | 5 279                | 54,15 | 1 057                    | 11,19 | 2     |    |  |  |
| Forza Italia                           | Sergio Bossi ✔️ Sindaco | 5 279                | 54,15 | 902                      | 9,55  | 2     |    |  |  |
| Giovani e Futuro                       | Sergio Bossi ✔️ Sindaco | 5 279                | 54,15 | 652                      | 6,90  | 1     |    |  |  |
| Progetto per Borgomanero               | Sergio Bossi ✔️ Sindaco | 5 279                | 54,15 | 583                      | 6,17  | 1     |    |  |  |
| Fratelli d'Italia - Alleanza Nazionale | Sergio Bossi ✔️ Sindaco | 5 279                | 54,15 | 450                      | 4,76  | 1     |    |  |  |
|                                        | Piergiorgio Fornara     | 1 938                | 19,88 | Pro Borgo                | 845   | 8,94  | 1  |  |  |
| Attenzione e Coraggio                  | Piergiorgio Fornara     | 1 938                | 19,88 | 727                      | 7,69  | 1     |    |  |  |
| I Democratici per Borgomanero          | Piergiorgio Fornara     | 1 938                | 19,88 | 277                      | 2,93  | –     |    |  |  |
| Seggio di coalizione                   | Seggio di coalizione    | Seggio di coalizione | 19,88 | 1                        |       |       |    |  |  |
|                                        | Corrado Rossi           | 1 158                | 11,88 | Partito Democratico      | 905   | 9,58  | 1  |  |  |
| SiAmo Borgomanero                      | Corrado Rossi           | 1 158                | 11,88 | 239                      | 2,53  | –     |    |  |  |
| Seggio di coalizione                   | Seggio di coalizione    | Seggio di coalizione | 11,88 | 1                        |       |       |    |  |  |
|                                        | Andrea Fornara          | 713                  | 7,31  | Movimento 5 Stelle       | 688   | 7,28  | –  |  |  |
| Seggio di coalizione                   | Seggio di coalizione    | Seggio di coalizione | 7,31  | 1                        |       |       |    |  |  |
|                                        | Graziella Valloggia     | 390                  | 4,00  | Insieme per Borgomanero  | 379   | 4,01  | –  |  |  |
|                                        | Alberto Cerutti         | 270                  | 2,77  | Il Popolo della Famiglia | 259   | 2,74  | –  |  |  |
| Totale                                 | Totale                  | 9 748                | 100   |                          | 9 449 | 100   | 16 |  |  |
|                                        |                         |                      |       |                          |       |       |    |  |  |
| Fonte: Ministero dell'interno          |                         |                      |       |                          |       |       |    |  |  |

## Torino

### Chivasso
| Candidati                              | Candidati                   | II turno             | II turno         | I turno | I turno | Liste               | Voti   | %     | Seggi |
| Candidati                              | Candidati                   | Voti                 | %                | Voti    | %       | Liste               | Voti   | %     | Seggi |
| -------------------------------------- | --------------------------- | -------------------- | ---------------- | ------- | ------- | ------------------- | ------ | ----- | ----- |
|                                        | Claudio Castello ✔️ Sindaco | 4 914                | 52,08            | 4 252   | 35,58   | Partito Democratico | 2 827  | 25,61 | 7     |
| Chivasso Solidale                      | Claudio Castello ✔️ Sindaco | 4 914                | 52,08            | 4 252   | 35,58   | 769                 | 6,97   | 2     |       |
| Liberamente per Chivasso               | Claudio Castello ✔️ Sindaco | 4 914                | 52,08            | 4 252   | 35,58   | 422                 | 3,82   | 1     |       |
|                                        | Matteo Doria                | 4 522                | 47,92            | 3 685   | 30,83   | Forza Italia        | 1 298  | 11,76 | 1     |
| Amo Chivasso                           | Matteo Doria                | 4 522                | 47,92            | 3 685   | 30,83   | 989                 | 8,96   | 1     |       |
| Lega Nord                              | Matteo Doria                | 4 522                | 47,92            | 3 685   | 30,83   | 784                 | 7,10   | –     |       |
| Fratelli d'Italia - Alleanza Nazionale | Matteo Doria                | 4 522                | 47,92            | 3 685   | 30,83   | 225                 | 2,04   | –     |       |
| Seggio di coalizione                   | Seggio di coalizione        | Seggio di coalizione | 47,92            | 3 685   | 30,83   | 1                   |        |       |       |
|                                        | Marco Marocco               | Marco Marocco        | Marco Marocco    | 1 955   | 16,36   | Movimento 5 Stelle  | 1 838  | 16,65 | 1     |
| Seggio di coalizione                   | Seggio di coalizione        | Seggio di coalizione | Marco Marocco    | 1 955   | 16,36   | 1                   |        |       |       |
|                                        | Adriano Pasteris            | Adriano Pasteris     | Adriano Pasteris | 1 355   | 11,34   | Per Chivasso        | 465    | 4,21  | –     |
| Movimento Chivasso Domani              | Adriano Pasteris            | Adriano Pasteris     | Adriano Pasteris | 1 355   | 11,34   | 305                 | 2,76   | –     |       |
| Chivasso Futura                        | Adriano Pasteris            | Adriano Pasteris     | Adriano Pasteris | 1 355   | 11,34   | 303                 | 2,75   | –     |       |
| Generazione x Chivasso                 | Adriano Pasteris            | Adriano Pasteris     | Adriano Pasteris | 1 355   | 11,34   | 141                 | 1,28   | –     |       |
| Seggio di coalizione                   | Seggio di coalizione        | Seggio di coalizione | Adriano Pasteris | 1 355   | 11,34   | 1                   |        |       |       |
|                                        | Enzo Falbo                  | Enzo Falbo           | Enzo Falbo       | 704     | 5,89    | Esserci x Chivasso  | 672    | 6,09  | –     |
| Totale                                 | Totale                      | 9 436                | 100              | 11 951  | 100     |                     | 11 038 | 100   | 16    |
|                                        |                             |                      |                  |         |         |                     |        |       |       |
| Fonte: Ministero dell'interno          |                             |                      |                  |         |         |                     |        |       |       |

### Grugliasco
|                               | Roberto Montà ✔️ Sindaco | 8 311                | 50,59 | Partito Democratico         | 5 310  | 33,84 | 11 |  |  |
| Gru On                        | Roberto Montà ✔️ Sindaco | 8 311                | 50,59 | 1 190                       | 7,58   | 2     |    |  |  |
| Progetto Grugliasco           | Roberto Montà ✔️ Sindaco | 8 311                | 50,59 | 1 081                       | 6,89   | 2     |    |  |  |
| Italia Civile Popolare        | Roberto Montà ✔️ Sindaco | 8 311                | 50,59 | 335                         | 2,13   | –     |    |  |  |
|                               | Salvatore Amarù          | 2 313                | 14,08 | Moderati                    | 1 158  | 7,38  | 2  |  |  |
| Insieme per Amarù Sindaco     | Salvatore Amarù          | 2 313                | 14,08 | 403                         | 2,57   | –     |    |  |  |
| Democratici di Grugliasco     | Salvatore Amarù          | 2 313                | 14,08 | 396                         | 2,52   | –     |    |  |  |
| Partito Socialista Italiano   | Salvatore Amarù          | 2 313                | 14,08 | 199                         | 1,27   | –     |    |  |  |
| Basta!                        | Salvatore Amarù          | 2 313                | 14,08 | 109                         | 0,69   | –     |    |  |  |
| Seggio di coalizione          | Seggio di coalizione     | Seggio di coalizione | 14,08 | 1                           |        |       |    |  |  |
|                               | Lella Bottazzi           | 2 200                | 13,39 | Movimento 5 Stelle          | 2 131  | 13,58 | 2  |  |  |
| Seggio di coalizione          | Seggio di coalizione     | Seggio di coalizione | 13,39 | 1                           |        |       |    |  |  |
|                               | Carlo Proietti           | 1 789                | 10,89 | Grugliasco Democratica      | 908    | 5,79  | 1  |  |  |
| Grugliasco in Comune          | Carlo Proietti           | 1 789                | 10,89 | 377                         | 2,40   | –     |    |  |  |
| Verdi Ecologisti              | Carlo Proietti           | 1 789                | 10,89 | 330                         | 2,10   | –     |    |  |  |
| Seggio di coalizione          | Seggio di coalizione     | Seggio di coalizione | 10,89 | 1                           |        |       |    |  |  |
|                               | Claudio Broglio          | 1 031                | 6,28  | Lega Nord                   | 1 003  | 6,39  | –  |  |  |
| Seggio di coalizione          | Seggio di coalizione     | Seggio di coalizione | 6,28  | 1                           |        |       |    |  |  |
|                               | Donato Viscione          | 330                  | 2,01  | Viscione Sindaco (FI - FdI) | 330    | 2,10  | –  |  |  |
|                               | Gian Paolo Caiazzo       | 272                  | 1,66  | Grugliasco Città Futura     | 256    | 1,63  | –  |  |  |
|                               | Luciana Presta           | 180                  | 1,10  | Il Popolo della Famiglia    | 176    | 1,12  | –  |  |  |
| Totale                        | Totale                   | 16 429               | 100   |                             | 15 692 | 100   | 24 |  |  |
|                               |                          |                      |       |                             |        |       |    |  |  |
| Fonte: Ministero dell'interno |                          |                      |       |                             |        |       |    |  |  |

### Rivalta di Torino
| Candidati                     | Candidati                     | II turno             | II turno         | I turno | I turno | Liste               | Voti  | %     | Seggi |
| Candidati                     | Candidati                     | Voti                 | %                | Voti    | %       | Liste               | Voti  | %     | Seggi |
| ----------------------------- | ----------------------------- | -------------------- | ---------------- | ------- | ------- | ------------------- | ----- | ----- | ----- |
|                               | Nicola De Ruggiero ✔️ Sindaco | 3 691                | 50,34            | 3 449   | 39,77   | Partito Democratico | 2 199 | 28,63 | 8     |
| Insieme con De Ruggiero       | Nicola De Ruggiero ✔️ Sindaco | 3 691                | 50,34            | 3 449   | 39,77   | 421                 | 5,48  | 1     |       |
| Rivalta Bene Comune           | Nicola De Ruggiero ✔️ Sindaco | 3 691                | 50,34            | 3 449   | 39,77   | 375                 | 4,88  | 1     |       |
| Giovani Energie               | Nicola De Ruggiero ✔️ Sindaco | 3 691                | 50,34            | 3 449   | 39,77   | 220                 | 2,86  | –     |       |
|                               | Mauro Marinari                | 3 641                | 49,66            | 3 111   | 35,87   | Rivalta Sostenibile | 1 687 | 21,96 | 3     |
| Tetti Francesi Sostenibile    | Mauro Marinari                | 3 641                | 49,66            | 3 111   | 35,87   | 317                 | 4,13  | –     |       |
| Gerbole Sostenibile           | Mauro Marinari                | 3 641                | 49,66            | 3 111   | 35,87   | 310                 | 4,04  | –     |       |
| I Sostenibili di Pasta        | Mauro Marinari                | 3 641                | 49,66            | 3 111   | 35,87   | 264                 | 3,44  | –     |       |
| Seggio di coalizione          | Seggio di coalizione          | Seggio di coalizione | 49,66            | 3 111   | 35,87   | 1                   |       |       |       |
|                               | Michele Colaci                | Michele Colaci       | Michele Colaci   | 1 472   | 16,97   | Colaci Sindaco      | 478   | 6,22  | 1     |
| Lega Nord                     | Michele Colaci                | Michele Colaci       | Michele Colaci   | 1 472   | 16,97   | 382                 | 4,97  | –     |       |
| Forza Italia                  | Michele Colaci                | Michele Colaci       | Michele Colaci   | 1 472   | 16,97   | 307                 | 4,00  | –     |       |
| Viviamo Rivalta               | Michele Colaci                | Michele Colaci       | Michele Colaci   | 1 472   | 16,97   | 189                 | 2,46  | –     |       |
| Seggio di coalizione          | Seggio di coalizione          | Seggio di coalizione | Michele Colaci   | 1 472   | 16,97   | 1                   |       |       |       |
|                               | Alberto Gianotti              | Alberto Gianotti     | Alberto Gianotti | 640     | 7,38    | Pro Rivalta         | 358   | 4,66  | –     |
| Giovani Rivaltesi             | Alberto Gianotti              | Alberto Gianotti     | Alberto Gianotti | 640     | 7,38    | 175                 | 2,28  | –     |       |
| Totale                        | Totale                        | 7 332                | 100              | 8 672   | 100     |                     | 7 682 | 100   | 16    |
|                               |                               |                      |                  |         |         |                     |       |       |       |
| Fonte: Ministero dell'interno |                               |                      |                  |         |         |                     |       |       |       |

## Verbano-Cusio-Ossola

### Omegna
| Candidati                              | Candidati                  | II turno               | II turno               | I turno | I turno | Liste                       | Voti  | %     | Seggi |
| Candidati                              | Candidati                  | Voti                   | %                      | Voti    | %       | Liste                       | Voti  | %     | Seggi |
| -------------------------------------- | -------------------------- | ---------------------- | ---------------------- | ------- | ------- | --------------------------- | ----- | ----- | ----- |
|                                        | Paolo Marchioni ✔️ Sindaco | 3 368                  | 55,99                  | 2 665   | 38,57   | Lega Nord                   | 1 022 | 16,12 | 4     |
| Fratelli d'Italia - Alleanza Nazionale | Paolo Marchioni ✔️ Sindaco | 3 368                  | 55,99                  | 2 665   | 38,57   | 499                         | 7,87  | 2     |       |
| Omegna nel Cuore                       | Paolo Marchioni ✔️ Sindaco | 3 368                  | 55,99                  | 2 665   | 38,57   | 497                         | 7,84  | 2     |       |
| Forza Italia                           | Paolo Marchioni ✔️ Sindaco | 3 368                  | 55,99                  | 2 665   | 38,57   | 468                         | 7,38  | 2     |       |
|                                        | Maurizio Frisone           | 2 647                  | 44,01                  | 2 045   | 29,60   | Partito Democratico         | 1 264 | 19,93 | 3     |
| Noi ci Siamo                           | Maurizio Frisone           | 2 647                  | 44,01                  | 2 045   | 29,60   | 361                         | 5,69  | –     |       |
| Insieme per Omegna                     | Maurizio Frisone           | 2 647                  | 44,01                  | 2 045   | 29,60   | 276                         | 4,35  | –     |       |
| Seggio di coalizione                   | Seggio di coalizione       | Seggio di coalizione   | 44,01                  | 2 045   | 29,60   | 1                           |       |       |       |
|                                        | Mauro Empolesi             | Mauro Empolesi         | Mauro Empolesi         | 1 102   | 15,95   | Omegna, si Cambia!          | 662   | 10,44 | 1     |
| Omegna si Può                          | Mauro Empolesi             | Mauro Empolesi         | Mauro Empolesi         | 1 102   | 15,95   | 276                         | 4,35  | –     |       |
| Seggio di coalizione                   | Seggio di coalizione       | Seggio di coalizione   | Mauro Empolesi         | 1 102   | 15,95   | 1                           |       |       |       |
|                                        | Maria Gabriella Strino     | Maria Gabriella Strino | Maria Gabriella Strino | 416     | 6,02    | Per Omegna                  | 202   | 3,19  | –     |
| Omegna Bene Comune                     | Maria Gabriella Strino     | Maria Gabriella Strino | Maria Gabriella Strino | 416     | 6,02    | 168                         | 2,65  | –     |       |
|                                        | Fabrizio Sbriglia          | Fabrizio Sbriglia      | Fabrizio Sbriglia      | 320     | 4,63    | Movimento 5 Stelle          | 300   | 4,73  | –     |
|                                        | Mimma Moscatiello          | Mimma Moscatiello      | Mimma Moscatiello      | 221     | 3,20    | PRC - PCI                   | 225   | 3,55  | –     |
|                                        | Marco Ubbiali              | Marco Ubbiali          | Marco Ubbiali          | 140     | 2,03    | Metti le Ali alla Tua Città | 121   | 1,91  | –     |
| Totale                                 | Totale                     | 6 015                  | 100                    | 6 909   | 100     |                             | 6 341 | 100   | 16    |
|                                        |                            |                        |                        |         |         |                             |       |       |       |
| Fonte: Ministero dell'interno          |                            |                        |                        |         |         |                             |       |       |       |